# Euxoa quassa
Euxoa quassa är en fjärilsart som beskrevs av Corti 1931. Euxoa quassa ingår i släktet Euxoa och familjen nattflyn. Inga underarter finns listade i Catalogue of Life.